# حسن مشار
میرزا حسن خان مشارالملک (۱۲۴۳ - ۱۳۲۷، مونت کارلو) که نام خانوادگی مشار برگزید، دولت مرد اواخر قاجار و اوایل پهلوی بود. تبدیل پشتوانه پول ایران از نقره به طلا و تغییر واحد پول ایران از قران به ریال در دوران وزارت مالیه او انجام گرفت.

## ورود به سیاست
پدرش حاج علی‌اکبر خان از کارکنان وزارت امور خارجه عهد ناصری بود. او نیز مانند پدر کار خود را از همین وزارتخانه در سال ۱۳۰۷ هجری قمری (۱۲۶۸ یا ۱۲۶۹ خورشیدی) آغاز کرد تا در سال ۱۲۸۲ به ریاست اداره حسابداری و گذرنامه رسید. میرزا حسن خان در سلک مشروطه‌خواهان درآمد و در دوره اول مجلس شورای ملی به نمایندگی اعیان و خوانین و ملاکین برگزیده شد.
پس از استبداد صغیر، کار مهمی به مشارالملک ارجاع نشد و در وزارت مالیه مدتی رئیس تشخیص عایدات بود تا اینکه در کابینه مستوفی‌الممالک که در امرداد ۱۲۹۴ تشکیل شد، مشارالملک به معاونت وثوق الدوله در وزارت مالیه رسید و یک سال بعد در کابینه وثوق وزیر مالیه و کفیل (سرپرست) وزارت تجارت و فوائد عامه شد. در کابینه‌های عین الدوله و صمصام‌السلطنه بختیاری و همچنین در کابینه دوم وثوق‌الدوله این سمت را حفظ کرد تا سرانجام جای خود را به صارم‌الدوله (فرزند ظل‌السلطان) داد.
مشارالملک در کابینه‌های عین‌الدوله و صمصام‌السلطنه بختیاری همچنان وزارت مالیه را برعهده داشت. در سال ۱۲۹۷ که وثوق‌الدوله بار دیگر به نخست‌وزیری رسید، مشار هم وزیر مالیه او و در ترمیم کابینه، وزیر مشاور شد.

## کمیته ترور
در انتخابات دوره چهارم مجلس شورای ملی از سیرجان انتخاب شد اما با کودتای سوم اسفند ۱۲۹۹ و روی کار آمدن سید ضیاء از تشکیل مجلس جلوگیری شد. مشارالملک در کابینه سیدضیاء وزیر دربار احمدشاه شد. و در برانداختن حکومت سید ضیاء و تبعید او از ایران نقش داشت.
پس از تبعید سید ضیاء، مجلس کار خود را آغاز کرد (دوره چهارم) و مشارالملک پیش از آنکه اعتبارنامه اش به تصویب برسد و در حالی که همچنان وزیر دربار بود، به اتهام عضویت در کمیته ترور تحت پیگرد قرار گرفت. این کمیته که غیر از مشارالملک، ظهیرالاسلام، ضیاءالسلطان و میرزا احمد خان برادر سالار فاتح نیز از اعضای آن شناخته می‌شدند، متهم به توطئه برای ترور قوام السلطنه نخست‌وزیر، مؤتمن‌الملک رئیس مجلس و سردار سپه وزیرجنگ بود. پس از کشف توطئه، مشارالملک در نامه ای به مجلس به تاریخ دهم مهر ۱۳۰۰ از نمایندگی اعلام استعفا کرد و از تهران گریخت اما در قزوین بازداشت شد. سرانجام با شفاعت احمدشاه از زندان رها شد.
سردارسپه مشارالمک را به حیات سیاسی بازگرداند و در هشتم شهریور ۱۳۰۳ وزیر امورخارجه‌اش کرد و او تا مدت کوتاهی پس از به پادشاهی رسیدن رضاشاه، در کابینه محمدعلی فروغی در زمستان ۱۳۰۴ بر این سمت باقی ماند.

## املاک سپهدار تنکابنی
مسئولیت بعدی مشار در دوران رضا شاه که بعدها بسیار بدنامی برای او به همراه آورد، ریاست بانک ایران بود. بانک ایران همان بانک استقراضی بود که در مالکیت روسیه قرار داشت و پس از انقلاب کمونیستی و برپایی اتحاد شوروی، به دولت ایران واگذار کرده بودند.
مشار شروع به وصول طلب‌هایی کرد که بانک استقراضی از کسانی داشت که به این بانک بدهکار بودند، قانونی هم برای کمک به وصول این طلبها از تصویب مجلس گذشت. بسیاری از بدهکاران املاک خود را به بهای پایینی از دست دادند که از جمله آنها املاک سپهدار تنکابنی بود که مشار از طریق به اجرا گذاشتن بدهی‌های او به دست آورد و به مالکیت رضا شاه درآورد.

## تغییر واحد پول ایران
مشار سپس از سی‌ام آبان ۱۳۰۸ تا اردیبهشت ۱۳۰۹ وزیر مالیه کابینه مخبرالسلطنه هدایت بود. در آن زمان، واحد رسمی پول ایران، قران و پشتوانه آن نقره بود. در ۲۷ اسفند ۱۳۰۸ حسن مشار لایحه‌ای به تصویب مجلس شورای ملی رساند که پشتوانه پول ایران را از نقره به طلا و واحد پول رسمی را به ریال تغییر می‌داد. ارزش ریال برابر با ۰/۳۶۶۱۱۹۱ گرم طلای خالص تعیین و نخستین سکه‌های طلای پهلوی (به ارزش بیست ریال) و نیم پهلوی (به ارزش ده ریال) ضرب شد. یک ریال معادل چهار و نیم گرم نقره تعیین و سکه‌های نقره پنج ریالی، دو ریالی، یک ریالی و نیم ریالی ضرب شد. سکه‌های پنج، ده و ۲۵ دیناری از جنس نیکل و سکه‌های یک و دو دیناری از جنس مس شدند.
مشار در سال ۱۳۱۶ به اروپا عزیمت کرد و بقیه عمر را در قصر باشکوه خود در مونت کارلو سپری کرد.